# Лесси. Возвращение домой
«Лесси. Возвращение домой» (нем. Lassie — Eine abenteuerliche Reise, англ. Lassie Come Home) — фильм 2020 года, основанный на романе Эрика Найта «Лесси», который был переведен на 25 языков и неоднократно экранизирован. Режиссёром новой версии знаменитого сюжета стал Ханно Ольдердиссен. Премьера фильма в Германии состоялась 20 февраля 2020 года.

## Сюжет
По стечению обстоятельств молодую колли по имени Лесси разлучают с хозяином и отправляют жить в богатое поместье. Однако Лесси, храня память о своем настоящем друге, сбегает из особняка, чтобы побывать в удивительных местах, завести новых знакомых и даже прокатиться на яхте по дороге домой…

## В главных ролях
- Себастиан Беццель — Андреас Маурер
- Маттиас Хабих — Граф фон Шпренгел
- Анна Мария Мюэ — Сандра Маурер
- Юстус фон Донаньи — Герхардт
- Йохан фон Бюлов — Себастиан фон Шпренгел
- Яна Палласке — Франка

## Производство
Съемки фильма проходили с 28 мая по 30 июля 2019 года в Берлине, Бранденбурге, Шлезвиг-Гольштейне, Северном Рейн-Вестфалии, Баден-Вюртемберге и Чехии. В частности, в замке Татенхаузен, а также в клинике Галле (Вестфалия).
Производством картины занимались компании Film Produktions GmbH, LCH Film, Warner Bros Filmproduktion GmbH, Traumfabrik Babelsberg GmbH, а также Südstern Film GmbH & Co. KG. Помимо прочего, фильм был создан при поддержке Mediaboard Berlin-Brandenburg GmbH, Фонда кино Гамбурга и Шлезвиг-Гольштейна, немецкого Фонда кино, а также чешского государственного фонда кинематографии и др.
За звук в фильме отвечал Андре Захер, за костюмы и грим — Астрид Мариашк. Функции художника выполнял Йозеф Санктйоханзен.
Лесси в основном играла одна собака.

## Маркетинг
Первый оригинальный трейлер фильма на немецком языке был опубликован в интернете компанией Warner Bros. 22 ноября 2019 года. Его локализованная версия появилась в сети 28 января 2020 года. Второй трейлер на русском языке был опубликован в интернете 20 марта.